# Анаэробный порог
Анаэробный порог (сокр. АнП), или Порог анаэробного обмена (сокр. ПАнО), — уровень потребления кислорода, выше которого анаэробная продукция высокоэнергетических фосфатов (АТФ) дополняет аэробный синтез АТФ с последующим снижением окислительно-восстановительного состояния цитоплазмы, увеличением отношения лактат/пируват, и продукцией лактата клетками, находящимися в состоянии анаэробиоза.

## Основные сведения
При выполнении нагрузок высокой интенсивности рано или поздно доставка кислорода к клеткам становится недостаточной. В результате этого клетки оказываются вынуждены получать энергию не только аэробным путём (окислительное фосфорилирование), но и с помощью анаэробного гликолиза. В норме образовавшиеся в ходе гликолиза НАДН*H+ передают протоны в электронтранспортную цепь митохондрий, но из-за недостатка кислорода они накапливаются в цитоплазме и тормозят гликолиз. Чтобы позволить гликолизу продолжаться, они начинают передавать протоны на пируват с образованием молочной кислоты. Молочная кислота в физиологических условиях диссоциирована на ион лактата и протон. Ионы лактата и протоны выходят из клеток в кровь. Протоны начинают забуфериваться бикарбонатной буферной системой с выделением избытка неметаболического СО2. При забуферивании происходит снижение уровня стандартных бикарбонатов плазмы крови.
Величина анаэробного порога у активно тренированных спортсменов примерно равна 90 % от МПК.
Экономичность бега резко снижается при темпе выше анаэробного порога.
При снижении ПАНО возрастает гликолитический компонент в общем энергетическом метаболизме, что ведет к: 1) исключению из энергетического метаболизма жиров и накоплению их в тканях и крови, изменению соотношения их фракций; 2) снижению чувствительности инсулиновых рецепторов вследствие гиперлипидемии и нарушению их толерантности к углеводам; 3) повышению аутолиза (отмирания) клеток тканей из-за резкого снижения их энергообеспечения (гликолиз обеспечивает ресинтез АТФ в клетках на уровне в 17 раз ниже, чем цикл трикарбоновых кислот, проходящий при участии кислорода), возрастанию вследствие этого интенсивности аутоиммунных процессов и ослаблению контроля антигенноструктурного гомеостаза со стороны иммунной системы. Таким образом, создаются условия для развития атеросклеротического процесса, злокачественных новообразований, инсулиннезависимого диабета и ряда других заболеваний. 

## Измерение

### Инвазивные лабораторные тесты
Наиболее точным методом является прямой инвазивный метод, когда при выполнении нагрузки нарастающей интенсивности забираются образцы артериальной крови (можно использовать кровь бедренной вены или смешанную венозную кровь из правого предсердия) с частотой не менее 1 раза в 30 сек, в полученных образцах определяется уровень лактата и строится график зависимости концентрации лактата крови от скорости потребления кислорода, на этом графике определяется момент резкого внезапного начала роста уровня лактата — лактатный порог.
Альтернативой является исследование уровня стандартных бикарбонатов плазмы крови при построения графика зависимости уровня стандартных бикарбонатов от скорости потребления кислорода. По моменту резкого внезапного начала падения стандартного бикарбоната плазмы крови определяется порог лактатного ацидоза. Он происходит несколько позже лактатного порога. Анаэробный порог, лактатный порог и порог лактатного ацидоза — это термины, описывающие один и тот же процесс, но определенные разными путями.

### Тест Конкони

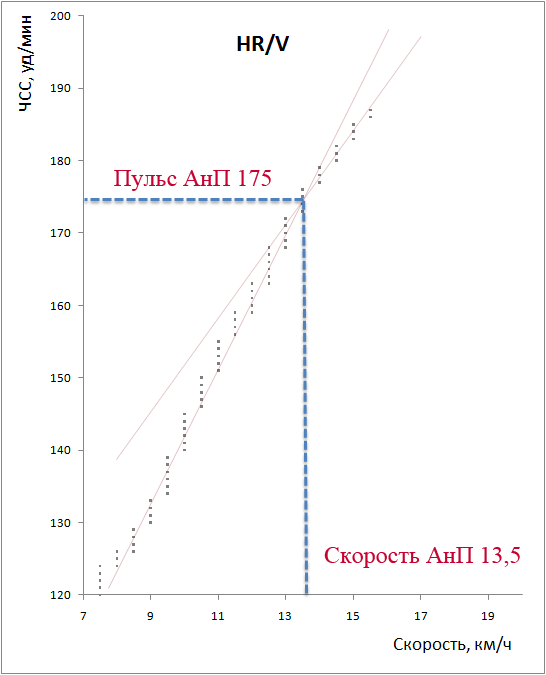
Определение анаэробного порога на графике пульса

В 1982 году группа итальянских ученых во главе с профессором Франческо Конкони разработали неинвазивный метод определения анаэробного порога, который известен сегодня как тест Конкони для бегунов, лыжников, велосипедистов и пловцов. Для проведения теста достаточно секундомера и дорожки или стадиона. Использование пульсометра повышает его точность.
Тест состоит из нескольких серий повторяющихся отрезков дистанции с постепенно увеличивающейся интенсивностью на заранее установленном маршруте. Пульс и скорость на отрезке фиксируются и затем рисуется график. В соответствии с теорией профессора Конкони, анаэробный порог находится в точке, где прямая линия, отражающая взаимосвязь между скоростью и пульсом, отклоняется в сторону, образуя на графике «колено».
Не у всех бегунов (особенно ветеранов) происходит загиб кривой пульса на графике скорости в этом тесте.

### Метод скоростного отношения V-slope
Реализуется при выполнении нагрузки до отказа по типу рамп-протокола. Строится график зависимости скорости выделения СО2 от скорости потребления О2. По возникновению резкого внезапного роста графика определяется наступление порога лактатного ацидоза, а именно определяется появление избыточного неметаболического СО2. Порог, определённый по данным газоанализа, называется газообменным или вентиляторным. Вентиляторный порог происходит обычно при уровне дыхательного коэффициента 0,8-1 и поэтому определение его по достижению дыхательного коэффициента 1 является очень грубым приближением.

## Способы увеличения
Для увеличения способности мышц перерабатывать лактат, что повышает общую скорость бега на длинные дистанции, рекомендуется интервальные, горные, темповые и соревновательные тренировки проводить в диапазоне, который начинается от уровня на 10 % ниже анаэробного порога и заканчивается уровнем анаэробного порога.